# 释敬安

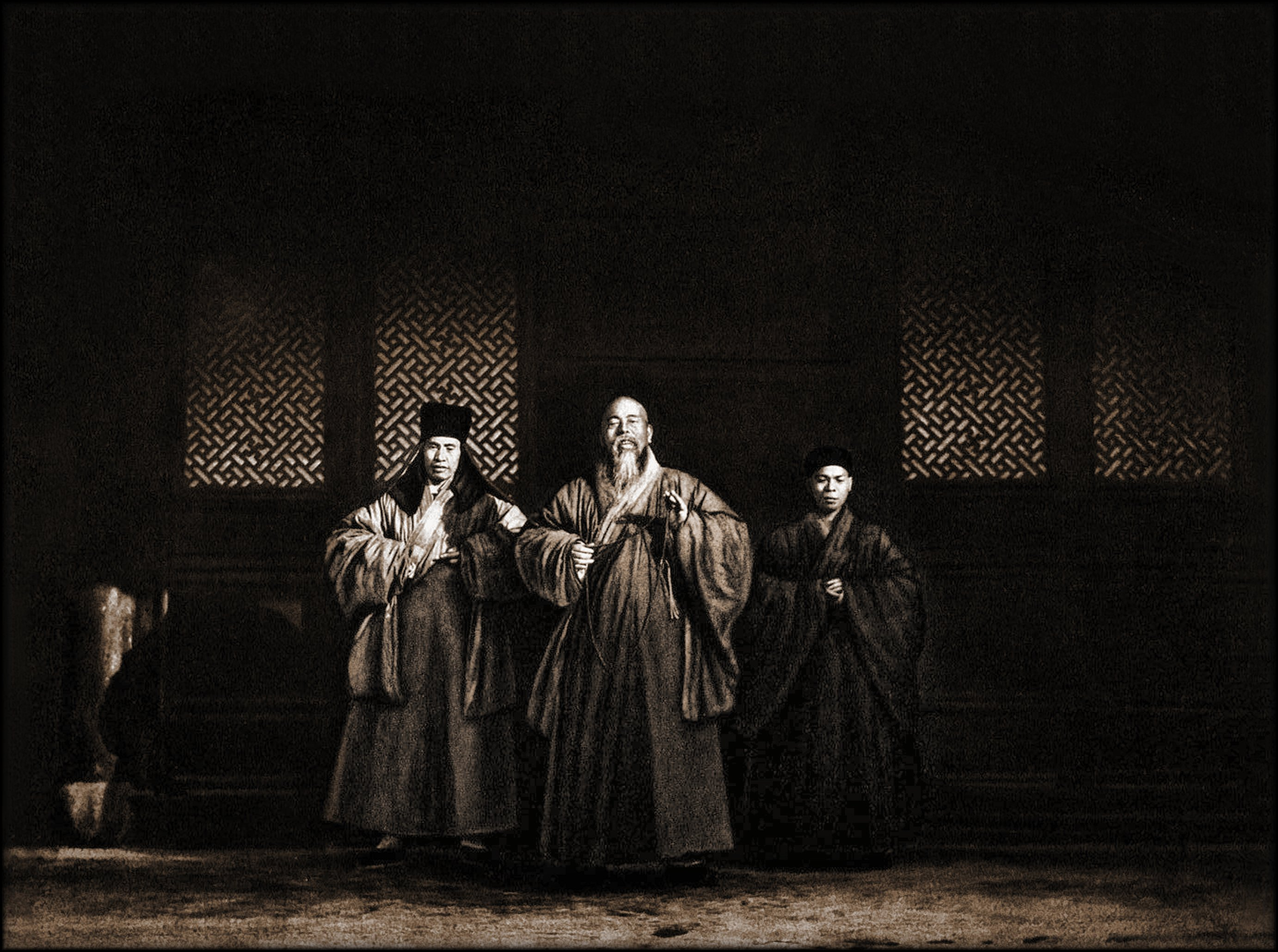
中为释敬安，德国摄影师恩斯特·柏石曼1906年摄于天童寺

释敬安（1852年1月23日—1912年11月10日），俗名黄读山，字寄禅，号八指头陀，湖南湘潭人，中国近代佛教高僧，中国佛教会首任会长。
咸豐元年十二月初三日（1852年1月23日）生於湖南湘潭。同治七年（1868年）於湘陰法华寺出家，拜东林长老为师。后至衡山祝圣寺，从贤楷律师受具足戒；在恒瑞寺参学于恒志禅师。曾任衡山上封寺、长沙上林寺、衡阳罗汉寺、沩山密印寺等寺院之住持。光绪三年（1877年），在浙江鄞縣阿育王寺佛舍利塔前自燃左手二指，并剜臂肉燃灯供佛，自此号「八指头陀」。后师事岳麓山寺笠云，嗣其法。光绪二十八年（1902年），为宁波天童寺住持，复兴佛教。光绪三十四年（1908年），成立僧教育会並擔任会长。民國元年（1912年），担任「中國佛教會」首任会长。民國元年十月初二日（1912年11月10日），圓寂於北京法源寺。著有《八指頭陀詩集》十卷、《續集》八卷、《白梅詩》一卷行世。。至交包括陈伯言、俞恪士等。
與弘一法師、蘇曼殊並稱民國三大詩僧。